# Oświetlenie globalne
Oświetlenie globalne (ang. global illumination) – model oświetlenia w grafice trójwymiarowej, w którym każdy obiekt na scenie 3D oświetlany jest zarówno przez światło emitowane bezpośrednio ze źródła światła, jak również przez światło odbite od innych obiektów na scenie (w przeciwieństwie do oświetlenia lokalnego, gdzie obiekty oświetlane są wyłącznie bezpośrednio przez źródło światła). Taki model oświetlenia wymaga zastosowania algorytmów, które są znacznie bardziej skomplikowane niż algorytmy oświetlenia lokalnego, jednak pozwalają uzyskać znacznie większy stopień realizmu.
Przykładowe algorytmy (techniki renderingu) realizujące oświetlenie globalne to: mapy fotonowe, path tracing, radiosity, Metropolis Light Transport.